# Marbles (альбом)
Marbles  (с англ. — «Марбл, шарики») — тринадцатый студийный альбом британской рок-группы Marillion из Эйлсбери (графство Бакингемшир). Он был выпущен 27 апреля 2004 года.
В отличие от предыдущего студийного альбома, Anoraknophobia (2001), который был профинансирован в основном за счёт кампании предварительных заказов, группа финансировала запись альбома, и именно рекламная кампания была профинансирована фанатами. Фанаты, оформившие предварительный заказ на альбом, получили эксклюзивное двухдисковое издание «Deluxe Campaign Edition» с буклетом, содержащим имена всех, кто оформил предварительный заказ до определённой даты. Дата выхода розничной однодисковой версии альбома — 3 мая 2004 года, а обычная двухдисковая версия была доступна на сайте группы. Лимитированное (500 копий) издание было выпущено на белом многоцветном виниле компанией Racket Records 13 ноября 2006 года.
В 2011 году версия 2-CD стала доступна в розничной продаже в медиабуке на лейбле Madfish, переизданная в 2017 году в более простом диджипаке. Madfish также впервые выпустил полный альбом на виниле в составе трёх грампластинок (LP). Ещё одно переиздание CD появилось в 2021 году на Kscope.
Альбом не попал в чарты Великобритании из-за того, что он был упакован с парой стикеров, что противоречит правилам хит-парадов. Поэтому, несмотря на достаточное количество продаж для попадания в топ-30, альбом был признан неподходящим для чарта альбомов; однако его первый сингл «You’re Gone» достиг 7 места в UK Singles Chart, став первым хитом в десятке лучших в Великобритании с 1987 года после «Incommunicado». Последующий сингл «Don’t Hurt Yourself» достиг вершины на 16-м месте. Classic Rock поместил Marbles на 11 место в своём итоговом списке за 2004 год

## Концепция и отзывы
| Оценки критиков  | Оценки критиков |
| Источник         | Оценка          |
| ---------------- | --------------- |
| Allmusic         | [ 4 ]           |
| The Guardian     | [ 5 ]           |
| Record Collector | [ 6 ]           |
| Classic Rock     | [ 7 ]           |
| Guitarist        | [ 8 ]           |

Marbles получил положительные и смешанные отзывы критиков.
Уильям Рулманн из Allmusic отметил, что «если послушать пластинку, на которой группа выглядит как U2, с маршевым ритмом, продолжительными, повторяющимися гитарными фигурами и Стивом Хогартом, поющим „You are the light“ в своей лучшей пародии на Боно. В остальном Marbles, 13-й студийный альбом группы за 21 год, по большей части напоминал не столько U2, сколько более давнее влияние Pink Floyd. От обложки альбома и графики в буклете CD, в которой прослеживается влияние Hipgnosis, фирмы, сделавшей аналогичную работу для Pink Floyd, до длинного заключительного трека „Neverland“ с его эхом вокала, Marillion, группа, сформировавшаяся в тени таких родоначальников прогрессивного рока, как Genesis и Pink Floyd, продемонстрировала, что им нетрудно продолжить традицию».
Marbles стал вторым альбомом Marillion подряд, спродюсированным Дэйвом Миганом, который уже помог группе создать Brave и Afraid of Sunlight, альбомы, с которыми Marbles сравнивали как рецензенты, так и сама группа. Однако, в отличие от Anoraknophobia, Marbles в основном микшировал не Миган, а Майк Хантер. Исключение составляют «The Invisible Man», «Fantastic Place», «Ocean Cloud», «You’re Gone» (микшировал Миган) и «Genie» (микшировал Стивен Уилсон) и «Angelina» (микшировали Миган и Уилсон).
Хотя Marbles не является в строгом смысле слова концептуальным альбомом, он изнутри связан тематическими нитями. Несколько песен связаны между собой с помощью сегвеевов или кроссфейдов. Четыре части заглавного трека работают как музыкальные интерлюдии, но они также рассказывают историю о детском увлечении рассказчика шариками (англ. Marbles), о том, как он собирал их и с годами потерял большинство из них. («Потерять свои шарики» — это сленговый термин, означающий сойти с ума, что также описывается как тема «Человека-невидимки»). Кроме того, песня «The Damage» содержит множество лирических отсылок к «Genie»; в «Ocean Cloud» упоминается «человек-невидимка», а в ключевом моменте «Neverland» появляется строчка «you’re gone».
По словам Стива Хогарта, тема побега повторяется в альбоме.
«Ocean Cloud» вдохновлён и посвящён Дону Аллуму (1937—1992, британскому гребцу и первому человеку, переплывшему Атлантический океан в обоих направлениях) и «Океанским гребцам» (Ocean Rowers), и даже включает ссылку на дневник Аллума в море и реальные образцы его рассказов об этом опыте.

## Список композиций
Все песни написали Стив Хогарт, Steve Rothery, Mark Kelly, Pete Trewavas, Ian Mosley. Все тексты написал Хогарт.
Disc one
1. «The Invisible Man» — 13:37
2. «Marbles I» — 1:42
3. «Genie» — 4:54
4. «Fantastic Place» — 6:12
5. «The Only Unforgivable Thing»* — 7:13
6. «Marbles II» — 2:02
7. «Ocean Cloud»* — 17:58

Disc two
1. «Marbles III» — 1:51
2. «The Damage»* — 4:35
3. «Don’t Hurt Yourself» — 5:48
4. «You’re Gone» — 6:25
5. «Angelina» — 7:42
6. «Drilling Holes» — 5:11
7. «Marbles IV» — 1:26
8. «Neverland» — 12:10

Композиции, отмеченные *, отсутствуют на одинарном CD и двойном виниловом издании альбома.

### Версия на одинарномкомпакт-диске(1CD) и на двойномвиниле(2LP)
1. «The Invisible Man» — 13:37
2. «Marbles I» — 1:42
3. «You’re Gone» — 6:25
4. «Angelina» — 7:42
5. «Marbles II» — 2:02
6. «Don’t Hurt Yourself» — 5:48
7. «Fantastic Place» — 6:12
8. «Marbles III» — 1:51
9. «Drilling Holes» — 5:11
10. «Marbles IV» — 1:26
11. «Neverland» — 12:10
12. Бонусный трек на CD (в Европе): «You’re Gone» (single mix) — 4:05
13. Бонусный трек на CD (в Северной Америке): «Don’t Hurt Yourself» (видео)

## Чарты
| Чарт (2004)                   | Высшая позиция |
| ----------------------------- | -------------- |
| Нидерланды (Album Top 100)    | 42             |
| Франция (SNEP)                | 68             |
| Германия (Offizielle Top 100) | 56             |
| Италия (Classifica album)     | 58             |